# Fecho simétrico
Em matemática, o fecho simétrico de uma relação binária R em um conjunto é a menor relação simétrica em X que contém R.

## Definição
O fecho simétrico S de uma relação R em um conjunto X é dado por
{\displaystyle S=R\cup \left\{(x,y):(y,x)\in R\right\}.\,}
Em outras palavras, o fecho simétrico de R é a união de R com a sua relação inversa, R -1.

## Exemplos
- Se X é um conjunto de aeroportos e xRy significa "há um voo direto do aeroporto x para o aeroporto y", então o fecho simétrico de R é a relação "há um voo direto de x para y ou de y para x".
- Se X é o conjunto dos humanos (vivos ou mortos) e R é a relação 'pai de', então o fecho simétrico de R é a relação "x é pai ou filho de y".
- Seja ρ = {(1,1), (1,2), (1,3), (3,1), (2,3)} uma relação em S = {1,2,3}. O fecho em relação à simetria é
{(1,1), (1,2), (1,3), (3,1), (2,3), (2,1), (3,2)}